# Due pezzi brillanti
Due pezzi brillanti è una composizione del musicista italiano Stefano Scodanibbio per contrabbasso solo, che costituisce il logico proseguimento dei precedenti Sei studi (1981-83) destinati allo stesso strumento.

## L'opera
Principi compositori dei due pezzi sono la concezione lineare e la forma semplice.
- Pezzo brillante I (5 min)

Il primo pezzo mescola rapide concatenazioni di suoni “reali” a arpeggi e figure punteggiate di suoni armonici; il movimento è interrotto da brevi cesure che marcano l'inizio di una nuova sequenza.
La durata delle concatenazioni aumenta progressivamente, con passaggio da 'pianissimo' fino al fragoroso, finché verso la fine del brano le successioni di brevi figure si scompongono in suoni frammentati, isolati, veri e propri “atomi” musicali che, separati da pause di durata sempre maggiore, finiscono nel nulla.
- Pezzo brillante II (3 min)

Il secondo pezzo ha un più spiccato carattere “virtuoso”; a  un inizio danzante con strappati (suonati con l'archetto) al posto del pizzicato fa seguito una prosecuzione di suoni in cascata, con ripetizioni sempre più rapide.

## Incisioni
- Stefano Scodanibbio, Geografia amorosa, Col Legno, n. serie WWE20063, 2000. Contiene anche:

1. Pezzo brillante I (5'03")
2. Pezzo brillante II (3'23”)